# Escut de Vallirana
L'escut oficial de Vallirana té el següent blasonament:
Escut caironat: d'atzur, un cérvol passant d'or. Per timbre, una corona mural de poble.

## Història
Va ser aprovat el 8 de febrer de 1989 i publicat al DOGC el 24 del mateix més amb el número 1111.
El cérvol és el senyal tradicional del poble. Vallirana pertanyia a la baronia de Cervelló, de la qual va agafar les armes, intercanviant-ne els colors.